# Rochon Sands
Rochon Sands est un village d'été (summer village) du Comté de Stettler No 6, situé dans la province canadienne d'Alberta.

## Toponymie
Rochon Sands doit son nom à un propriétaire terrien, Daniel Rochon, qui possédait une ferme à l'endroit où c'est établi le village.

## Démographie
En tant que localité désignée dans le recensement de 2011, Rochon Sands a une population de 84 habitants dans 46 de ses 201 logements, soit une variation de 27,3 % avec la population de 2006. Avec une superficie de 2,317 7 km2, village d'été possède une densité de population de 36,242 8 hab/km2 en 2011.
Concernant le recensement de 2006, Rochon Sands abritait 66 habitants dans 33 de ses 42 logements. Avec une superficie de 2,317 7 km2, village d'été possédait une densité de population de 28,5 hab/km2 en 2006.
| 2001 | 2006 | 2011 | 2016 |
| ---- | ---- | ---- | ---- |
| 58   | 66   | 65   | 86   |